# Sándor Barcs
Sándor Barcs (ur. 10 listopada 1912 w Segedynie  – zm. 7 stycznia 2010 w Budapeszcie) – węgierski działacz sportowy, tymczasowy prezydent europejskiej federacji piłkarskiej UEFA.
Z zawodu inżynier budownictwa, w latach 1948–1963 kierował węgierską federacją piłkarską. Działał także w UEFA i FIFA. W 1972 został tymczasowo prezydentem UEFA po śmierci Szwajcara Gustava Wiederkehra. Rok później kandydował na stanowisko pełnoprawnego prezydenta UEFA, ale uległ w wyborach Włochowi Artemio Franchiemu. W latach 1972–1973 w związku z kierowaniem federacją europejską pełnił również funkcję wiceprezydenta FIFA. W skład komitetu wykonawczego FIFA wchodził w latach 1972-1973 i 1975–1976. Był członkiem komitetu organizacyjnego finałów mistrzostw świata w Niemczech w 1974.
W 1980 został wyróżniony tytułem honorowego członka UEFA (jako trzecia osoba w historii).